# Aru-eilanden
De Aru-eilanden of de Aroe-eilanden zijn de oostelijkste eilandengroep van de Indonesische eilandengroep de Molukken en behoort bestuurlijk tot de provincie Molukken. Geologisch wordt het echter, ten oosten van de Lydekkerlijn gelegen die de grens van Wallacea aangeeft, eerder tot Nieuw-Guinea en Melanesië dan tot de Molukken gerekend. De eilanden liggen op het Australisch continentaal plat. De totale oppervlakte is 8563 km² en het hoogste punt is 241 m. De groep bestaat uit ongeveer 95 lage eilanden. Het grootste eiland is Tanahbesar (of Wokam). Andere eilanden zijn Wamar (iets uit de kust van Tanahbesar), Kola, Kobroor, Maikoor en Trangan. De hoofdeilanden rijzen op tot lage heuvels en worden gescheiden van elkaar door meanderende "kanalen". Op Wamar ligt de belangrijkste havenplaats, Dobo.

## Klimaat

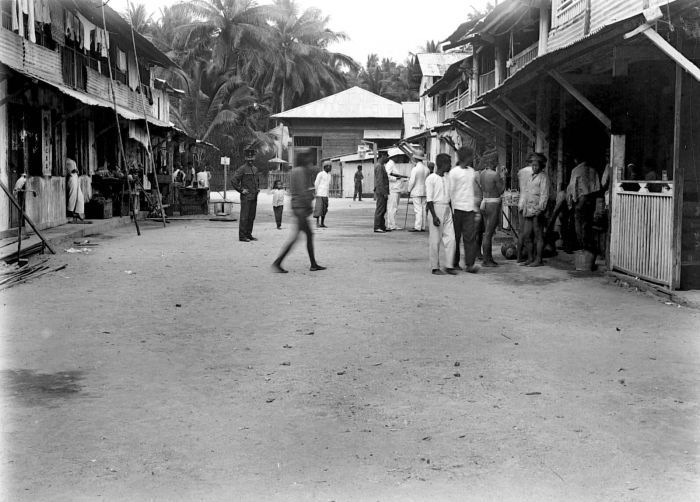
Straatgezicht in Dobo tijdens de Derde Zuid Nieuw-Guinea Expeditie (september 1912). Destijds werd Dobo vooral bewoond door Chinezen en Japanners, waarvan de laatsten leefden van de parelvisserij aan oostzijde van de eilanden en werden er huiden van paradijsvogels uitgevoerd. Omdat Dobo op een zandige landtong ligt zonder al te veel ruimte, woonden de bewoners er dicht op elkaar.

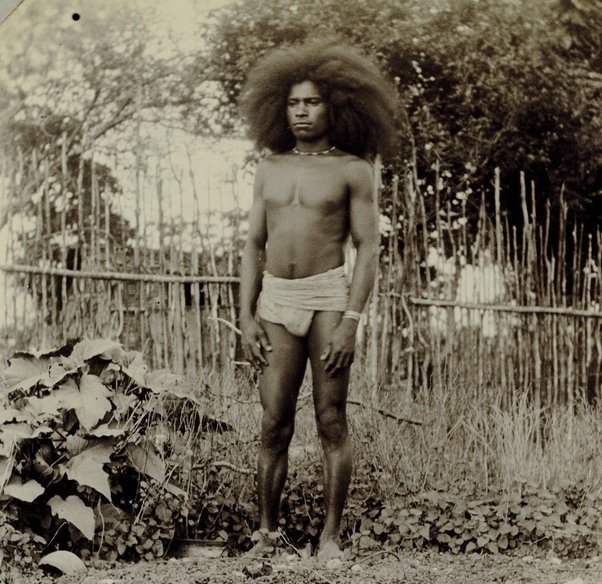
Traditioneel inheemse (Molukse) man op de Aru-eilanden.

De jaarlijkse regenval op de noordelijke eilanden bedraagt 2000–3000 mm/jaar. Op de zuidelijke eilanden valt jaarlijks ongeveer 1400 mm neerslag, met een uitgesproken droogseizoen waarin gedurende vier maanden minder dan 100 mm neerslag per maand valt. Van november tot maart is er sprake van de noordwestmoesson, waarbij grote regenbuien oostwaarts trekken met daarbij zware regenval en tropische stormen. De Aru-eilanden liggen ten noorden van de tropische orkaanzone, hoewel er soms wel doortrekkende cyclonen zijn. Van mei tot augustus is de drogere periode, waarbij de temperatuur ook wat lager is met sterkere fluctuaties over de dag.

## Flora
Laaglandregenwouden zijn het voornaamste oorspronkelijke ecosysteem op de Aru-eilanden. Deze bossen omvatten net als regenwouden elders in de wereld verschillende etages. De kroonlaag bestaat uit bomen met een hoogte van veertig tot zestig meter. Tot deze categorie behoort onder andere de vijgenbomen (Ficus ssp.) en de Indische duivelsboom (Alstonia scholaris). Onder deze toplaag groeien verschillende soorten palmen en bomen als de smalbladlimoenboom (Cordia subcordata), de koningspalmvaren (Cycas revoluta) en de zijdeboom (Flindersia amboinensis). De onderste vegetatielaag wordt gedomineerd door struiken, epifyten en varens. Rondom rivieroevers groeien bomen zoals de sagopalm (Metroxylon sagu), de theeboom (Melaleuca cajuputi), de moerasmahonie (Lophostemon suaveolens), de Indische mahonieboom (Calophyllum inophyllum) en verschillende Pandanus-soorten.
Mangrovebossen zijn te vinden in brakwatergebieden waar getijden werkzaam zijn. Door de getijden worden deze gebieden regelmatig overspoeld en is de grond zout. De mangrovebossen van de regio van Nieuw-Guinea hebben de grootste diversiteit van mangrovesoorten in de wereld. Onder meer de witte mangrove (Avicennia alba), de grijze mangrove (Avicennia marina), de rode mangrove (Rhizophora mucronata) en de zwarte mangrove (Bruguiera gymnorrhiza) komen in het gebied voor. Andere boomsoorten in de mangrovebossen van de Aru-eilanden zijn de mangrovepalm (Nypa fructicans), de kangoeroeboom (Casuarina equisetifolia) en de Papoea-mahonie (Xylocarpus granatum), die tot twintig meter hoog kan worden.
De vegetatie van de stranden en kustgebieden van de Aru-eilanden bestaat uit enkele soorten bomen en struiken. Voorbeelden zijn de visgifboom (Barringtonia asiatica), de waroeboom (Hibiscus tiliaceus), de tropische amandelboom (Terminalia catappa), de kokospalm (Cocos nucifera) en de soldaatstruik (Tournefortia argentea).
De droogbossen zijn minder dicht begroeid dan de regenwouden en de bomen worden gemiddeld niet hoger dan vijftien tot twintig meter. Voorbeelden van boomsoorten uit de droogbossen van de Aru-eilanden zijn de zilverboom (Melaleuca leucadendron) en de zwarte zijdebladacacia (Acacia mangium). Tijdens de droge periode verliezen veel van de bomen en struiken hun bladeren. Grassoorten zoals liefdegras (Eragrostis lasioclada) en vingergras (Digitaria fuscescens) zijn ook een belangrijk onderdeel van de vegetatie in de droogbossen. In de droogbossen groeit ook de tropische banksia (Banksia dentata). Het is een kleine boom met een maximale hoogte van vijf meter en gele bloemen. De tropische banksia is de enige banksiasoort die buiten Australië voorkomt en deze plant is tevens op Nieuw-Guinea te vinden.

## Fauna
Op de Aru-eilanden komen de volgende zoogdieren voor:
- Crocidura maxi (prehistorisch geïntroduceerd)
- Suncus murinus (onzeker; prehistorisch geïntroduceerd)
- Loewak (Paradoxurus hermaphroditus) (prehistorisch geïntroduceerd)
- Wild zwijn (Sus scrofa) (prehistorisch geïntroduceerd)
- Zwarte rat (Rattus rattus) (geïntroduceerd)
- Myoictis wallacei
- Sminthopsis virginiae
- Echymipera rufescens
- Thylogale brunii
- Phalanger gymnotis
- Phalanger cf. mimicus
- Spilocuscus maculatus
- Dactylopsila trivirgata
- Hydromys chrysogaster
- Paramelomys naso
- Paramelomys platyops
- Rattus leucopus
- Uromys caudimaculatus
- Macroglossus minimus
- Nyctimene albiventer
- Pteropus macrotis
- Pteropus melanopogon
- Syconycteris australis
- Hipposideros ater
- Hipposideros cervinus
- Rhinolophus euryotis
- Miniopterus australis
- Pipistrellus javanicus
- Pipistrellus papuanus

### Fauna in het Pleistoceen
Gedurende de ijstijden van het Pleistoceen waren de Aru-eilanden door de lagere zeespiegels onderdeel van het continent Australië, dat tevens Nieuw-Guinea en Tasmanië omvatte. Bij een studie op de Aru-eilanden gebaseerd op vondsten daterend uit het Laat-Pleistoceen werden verschillende diersoorten beschreven die tegenwoordig niet meer op deze eilandengroep leven, maar wel nog in Australië en/of delen van Nieuw-Guinea. Tot deze soorten behoorden naast enkele knaagdiersoorten de gewone mierenegel (Tachyglossus aculeatus), de Nieuw-Guinese gevlekte buidelmarter (Dasyurus albopunctatus), de grote kortneusbuideldas (Isoodon macrourus), de struikwallaby (Dorcopsis sp.), de roodpootpademelon (Thylogale stigmatica) en de zandwallaby (Notamacropus agilis). De zandwallaby kwam tot ongeveer 10.000 jaar geleden voor op de Aru-eilanden. Het lokale uitsterven van deze soorten was waarschijnlijk met name het gevolg van vegetatieveranderingen en versterkte concurrentie met andere soorten in een kleiner wordend leefgebied, en minder het gevolg van overbejaging door de mens.
zie ook: Grotten van Liang Lemdubu en Liang Nabulei Lisa